# Lenguas germánicas
Las lenguas germánicas son un subgrupo de la familia de lenguas indoeuropeas habladas principalmente por los pueblos germánicos. Todas derivan de un antecesor común, tradicionalmente denominado idioma protogermánico. La primera lengua germánica documentada con cierta extensión es el gótico (siglo IV, «Biblia de Wulfilas»), hablada por los godos y que prevaleció en la península de Crimea hasta la Edad Moderna. También son muy antiguas (s. II a IV) las Inscripciones de Vimose en alfabeto rúnico, grabadas en armas o joyas, que dan información sobre el germánico protonórdico de Escandinavia. El número de hablantes que hablan alguna lengua germánica como lengua materna supera los 550 millones.
Las lenguas germánicas se dividen comúnmente en tres ramas: la germánica oriental, la germánica septentrional (lenguas nórdicas) y la germánica occidental. La rama oriental está extinta en su totalidad; a ella pertenecían idiomas como el gótico, el vándalo y el burgundio. Las lenguas germánicas existentes en la actualidad son el inglés, el escocés, el alemán, el bajo alemán, el sueco, el islandés, el danés, el neerlandés, el afrikáans, el noruego, el limburgués, el luxemburgués, el frisón, el feroés y el yidis, además de otras hablas que podrían considerarse bien idiomas bien dialectos, como el austro-bávaro y el sajón de Transilvania, derivados de distintas ramas del alto alemán.
El nombre de «Alamannia» es la latinización de una frase en alto alemán antiguo: Alle Mannen («todos los hombres»), que engloba a todos los pueblos que habitaban esa zona en tiempos de Julio César (teutones, bucinobantes, cuados, hermiones, etc.) y fue transmitido a varias lenguas modernas, como el árabe (ألمانيا), catalán (Alemanya), galés (Yr Almaen), córnico (Almayn), francés (Allemagne), gallego (Alemaña), portugués (Alemanha), español (Alemania), y turco (Almanya), frente a los derivados del latino Germania, como el italiano y el inglés (Germany). Aunque, el etnónimo Alamanni ya aparece en las fuentes clásicas y deriva del protogermánico *allai manniz («todos los hombres») El nombre «Germani» es la latinización de una palabra en lenguas renanas: Germanen («de este lado del Rin»), que fue usada por Julio César para referirse específicamente a los eburones de la Galia Bélgica (al oeste del Rin).

## Número de hablantes por lengua
| inglés | 400 000 000 | 1 450 000 000 |
| alemán | 90 000 000  | 170 000 000   |
| neerlandés | 25 000 000  | 30 000 000    |
| pd. nigeriano |             | 30 000 000    |
| afrikáans | 7 200 000   | 17 500 000    |
| sueco | 10 000 000  | 13 200 000    |
| austro-bávaro |             | 12 000 000    |
| alemánico |             | 10 000 000    |
| flamenco |             | 6 500 000     |
| danés | 5 500 000   | 6 000 000     |
| noruego | 4 320 000   | 5 000 000     |
| Bajo sajón |             | 5 000 000     |
| pd. de Ghana |             | 5 000 000     |
| krio | 500 000     | 4 000 000     |
| tok pisin | 120 000     | 4 000 000     |
| patois Jamaica |             | 3 100 000     |
| cr. camerunés |             | 2 000 000     |
| limburgués |             | 1 600 000     |
| escocés |             | 1 540 000     |
| yidis |             | 1 505 030     |
| cr. liberiano |             | 1 500 000     |
| cr. de Trinidad |             | ~1 000 000    |
| frisón | 360 000     | 750 000       |
| cr. guyanés |             | 700 000       |
| pd hawaiano |             | 600 000       |
| sranan tongo |             | 500 000       |
| cr. Bahameño |             | 400 000       |
| alemán de Pensilvania |             | 350 000       |
| islandés |             | 320 000       |
| pijin | 24 000      | 300 000       |
| luxemburgués |             | 300 000       |
| cr. de Tobago |             | 300 000       |
| patois panameño |             | 270 000       |
| cr. bajan |             | 260 000       |
| cr. beliceño | 150 000     | 220 000       |
| bislama |             | 200 000       |
| cr. de Sotavento |             | 150 000       |
| cr. vicentino |             | 140 000       |
| saramacano |             | 97 000        |
| cr. granadino |             | 89 000        |
| feroés |             | 83 000        |
| cr. Islas Vírgenes |             | 76 000        |
| cr. sanandresano | 12 000      | 72 000        |
| mekatelyu |             | 55 000        |
| ndyuka |             | 34 000        |
| cr. nicaragüense |             | 30 000        |
| cr. Anguila |             | 12 000        |
| cr. australiano |             | 10 000        |
| cr. Estrecho de Torres |             | 8 000         |
| pichinglis |             | 6 000         |
| dalecarliano |             | 4 000         |
| pitcairnés-norfolkense |             | 2 580         |
| gullah |             | 1 300         |
| cr. afrosemínola |             | 750           |
| unserdeutsch |             | 400           |
| cr. Fiyi |             | 250           |
| cr. ngatikés |             | 130           |
| cr. Tonga |             | 105           |
| singlés |             | incierto      |
| Petjo |             | incierto      |
| considerado a veces dialecto del inglés criollos del inglés considerado a veces dialecto del alemán judeoalemán criollo del alemán considerado a veces dialecto del neerlandés criollo del neerlandés considerado a veces dialecto del sueco |             |               |

## Clasificación

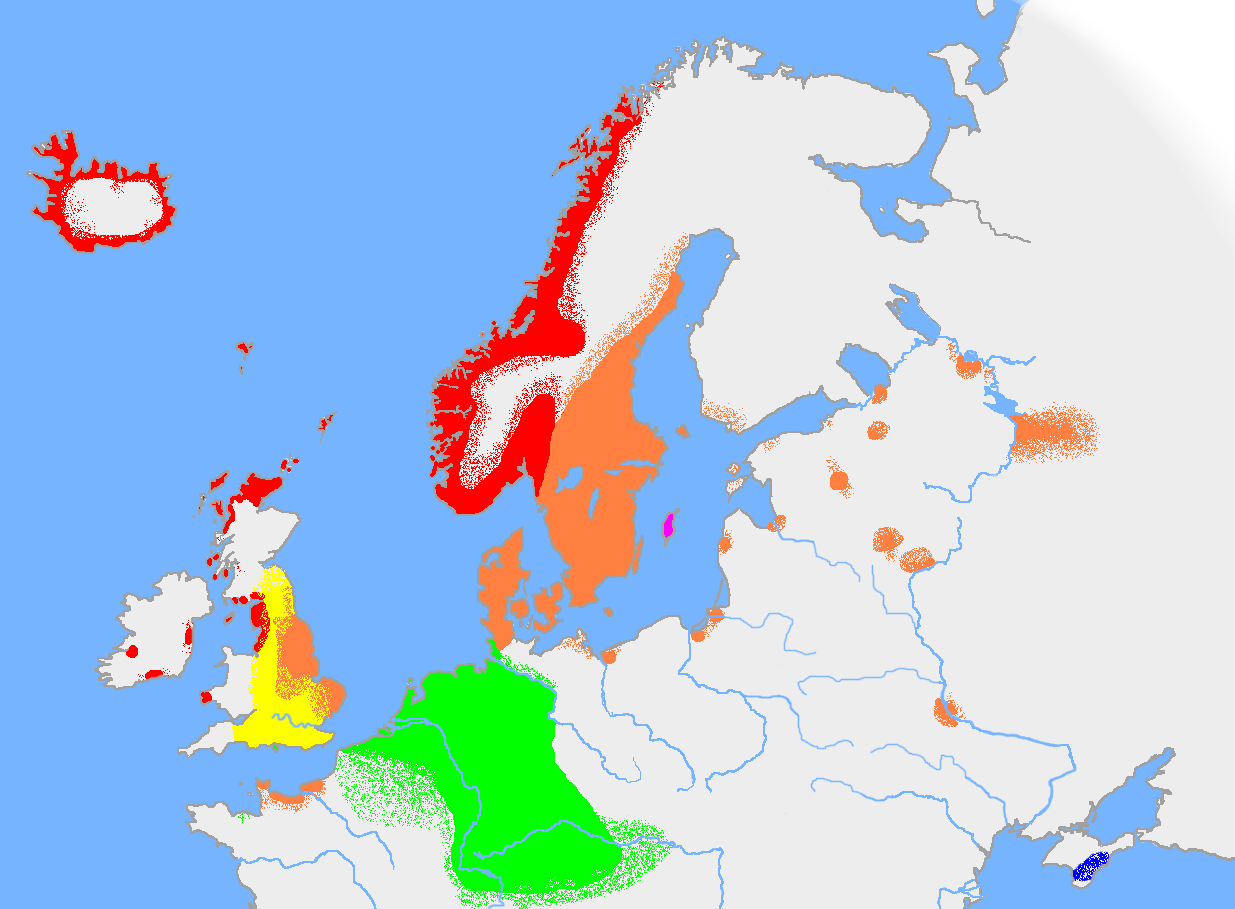
Lenguajes germánicos en el siglo X:
Nórdico antiguo occidental
Nórdico antiguo oriental
Gútnico antiguo
Idioma anglosajón
Lenguas germánicas occidentales
Gótico de Crimea

El grupo germánico se divide en tres ramas o grupos:
- El grupo occidental es el que cuenta con más hablantes. A su vez se distingue entre:
  - Germánico del Mar del norte (anglofrisio) que incluye, entre otras lenguas, al inglés.
  - Germánico del Rin-Weser que dieron lugar al neerlandés, al afrikáans y el bajo alemán. Existen numerosos creoles de base neerlandesa en todo el mundo.
  - Germánico del Elba que es el origen del alto alemán antiguo, el moderno alemán estándar, el luxemburgués (variedad de alto alemán con rango de lengua oficial en Luxemburgo) y el vilamoviciano (una variedad local del alemán hablado en Polonia, con menos de 100 hablantes nativos al iniciarse el siglo XXI). También pertenece a este grupo el pensilfaanisch, alemán hablado en Pensilvania (EE. UU.), es discutido considerarlo una lengua independiente -ya que el mismo criterio se podría aplicar a otras comunidades alemanas en otros lugares del mundo, como los influyentes menonitas en Paraguay-.
- El grupo nórdico comprende el sueco, danés, noruego, feroés e islandés. De ellas, el islandés se destaca por lo arcaizante de sus estructuras gramaticales y por el purismo léxico.
- El grupo oriental está extinto, y a él pertenecía la lengua hablada por los godos, que hacia el S. II d.J.C. abandonaron sus sedes en el sur de la península escandinava. Un último vestigio de la lengua gótica prevaleció hasta el siglo XVI en la península de Crimea (hoy en Ucrania).

El papiamento, hablado en las Antillas Neerlandesas, es un criollo en el cual se mezclan fuertes influjos españoles y portugueses con mucha influencia neerlandesa.
Las lenguas germánicas, a excepción del gótico, mantuvieron una situación de contacto fluido hasta al menos el siglo V d. C. en que se acelera la diferenciación.

### Germánico occidental
La zona occidental y meridional de la actual Alemania se encontraba en manos de las tribus celtas hasta la llegada de los pueblos germánicos a consecuencia de las grandes migraciones, entre las más importantes, la de los teutones y la de los cimbrios entre los años 120 y 116 a. C.. En época de Tácito, hacia el año 100 d. C., los germanos ya se habían asentado a las orillas del Rin y del Danubio y se habían dividido en tres grandes grupos compuestos por diferentes tribus. Más adelante se daría nombre a estos grupos: francos, sajones y suevos, pero los historiadores romanos los denominan istveones, ingueones y (h)erminones.
- Germánico del mar del Norte (grupo anglofrisio):
  - Anglosajón: kéntico, sajón y ánglico
  - Antiguo frisio
- Germánico del Rin-Weser (grupo bajogermánico)
  - Antiguo bajo franconio
  - Antiguo sajón (antiguo bajo alemán).
- Germánico del Elba (grupo altogermánico)
  - Alto alemán antiguo
  - Alto alemán medio
  - Alemán estándar

### Germánico nórdico

Países donde la mayoría de la población habla un idioma germánico como lengua materna
Países donde un idioma germánico es oficial, pero no representa una mayoría
Países donde un grupo minoritario usa de forma extraoficial un idioma germánico.

Las lenguas germánicas nórdicas habladas en la actualidad son: el danés, el sueco, el dalecarliano, el noruego, el islandés y el feroés. Todas ellas y otras ya extinguidas (como el norn y el gútnico) derivan del protonórdico y del nórdico antiguo, y son habladas en Dinamarca, Noruega, Suecia, las Islas Feroe, Åland, Islandia y Groenlandia, así como por una significativa minoría sueca en Finlandia y por grupos de inmigrantes en América del Norte y Australia. Aproximadamente 20 millones de personas de los países nórdicos tienen una lengua escandinava como lengua materna.

### Germánico oriental
La única lengua razonablemente bien documentada de este grupo es el gótico. El resto de lenguas germánicas orientales están pobremente documentadas. Sobre la lengua de los gépidos, los burgundios, los cuados, los vándalos y otros pueblos que presumiblemente habrían hablado lenguas germánicas orientales no existe una documentación extensa que permita describir sus dialectos. La mayor parte de la información está basada en antropónimos y topónimos.

### Clasificación diacrónica

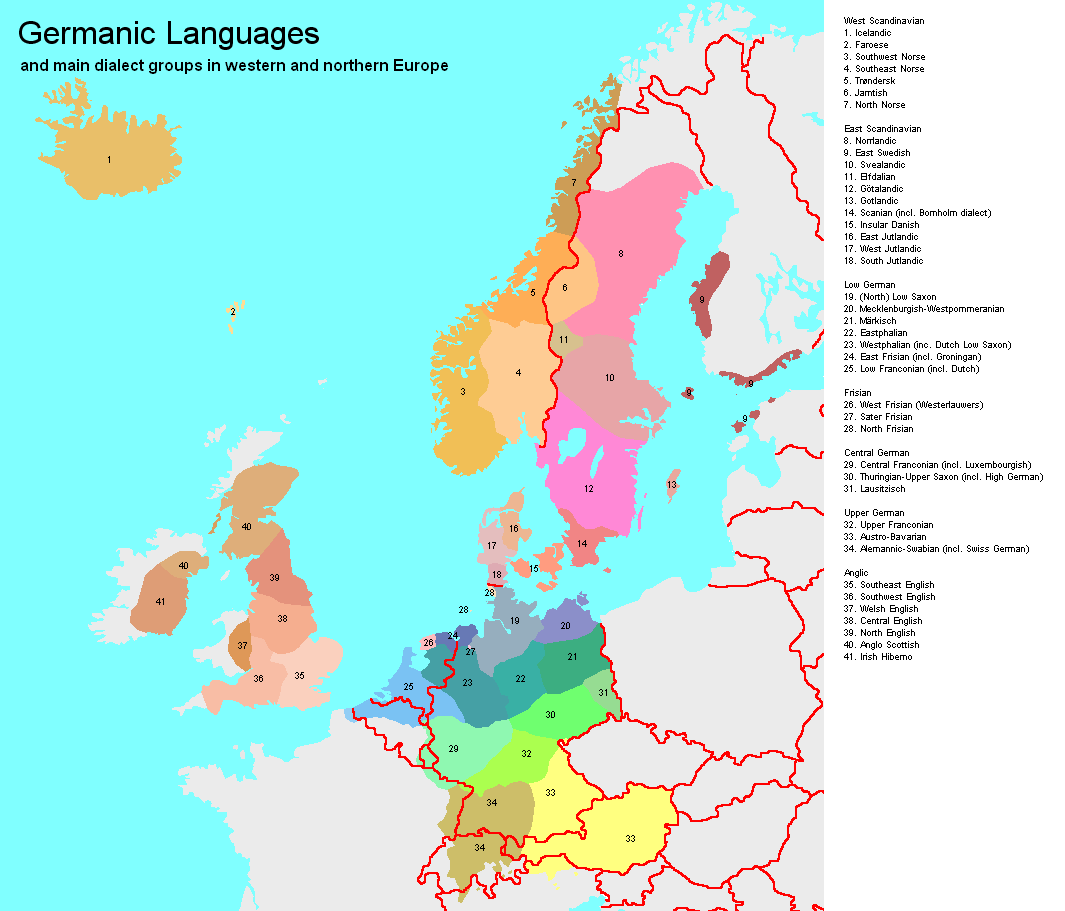
Dialectos de las lenguas germánicas.

| Edad del Hierro germánica 500 a. C.–200 d. C.          | Proto-germánico            | Proto-germánico            | Proto-germánico               | Proto-germánico               | Proto-germánico            | Proto-germánico       | Proto-germánico               | Proto-germánico               | Proto-germánico                | Proto-germánico             | Proto-germánico            | Proto-germánico            | Proto-germánico            | Proto-germánico            | Proto-germánico          | Proto-germánico          | Proto-germánico          | Proto-germánico          |  |  |
| Edad del Hierro germánica 500 a. C.–200 d. C.          | Germánico oriental         | Germánico oriental         | Germánico occidental          | Germánico occidental          | Germánico occidental       | Germánico occidental  | Germánico occidental          | Germánico occidental          | Germánico occidental           | Germánico occidental        | Germánico nórdico          | Germánico nórdico          | Germánico nórdico          | Germánico nórdico          | Germánico nórdico        | Germánico nórdico        | Germánico nórdico        | Germánico nórdico        |  |  |
| Edad del Hierro germánica 500 a. C.–200 d. C.          | Germánico oriental         | Germánico oriental         | Hermiónico                    | Hermiónico                    | Ingaevónico                | Ingaevónico           | Ingaevónico                   | Ingaevónico                   | Ingaevónico                    | Istvaevónico                | Germánico nórdico          | Germánico nórdico          | Germánico nórdico          | Germánico nórdico          | Germánico nórdico        | Germánico nórdico        | Germánico nórdico        | Germánico nórdico        |  |  |
| Edad del Hierro germánica 500 a. C.–200 d. C.          | Germánico oriental         | Germánico oriental         | Alto Alemán primitivo         | Alto Alemán primitivo         | Sajón primitivo            | Anglo-Frisio          | Anglo-Frisio                  | Anglo-Frisio                  | Anglo-Frisio                   | Franco primitivo            | Germánico nórdico          | Germánico nórdico          | Germánico nórdico          | Germánico nórdico          | Germánico nórdico        | Germánico nórdico        | Germánico nórdico        | Germánico nórdico        |  |  |
| Período de las Grandes Migraciones 200 d. C.–700 d. C. | Gótico, Vándalo, Burgundio | Gótico, Vándalo, Burgundio | Alto alemán antiguo, Lombardo | Alto alemán antiguo, Lombardo | Sajón antiguo              | Frisio antiguo        | Inglés antiguo                | Inglés antiguo                | Inglés antiguo                 | Franco antiguo              | Protonórdico               | Protonórdico               | Protonórdico               | Protonórdico               | Protonórdico             | Protonórdico             | Protonórdico             | Protonórdico             |  |  |
| Período de las Grandes Migraciones 200 d. C.–700 d. C. | Gótico, Vándalo, Burgundio | Gótico, Vándalo, Burgundio | Alto alemán antiguo, Lombardo | Alto alemán antiguo, Lombardo | Sajón antiguo              | Frisio antiguo        | Inglés antiguo                | Inglés antiguo                | Inglés antiguo                 | Franco antiguo              | Protonórdico               | Protonórdico               | Protonórdico               | Protonórdico               | Protonórdico             | Protonórdico             | Protonórdico             | Protonórdico             |  |  |
| Alta Edad Media 700–1100                               |                            |                            | Alto alemán antiguo, Lombardo | Alto alemán antiguo, Lombardo | Sajón antiguo              | Frisio antiguo        | Inglés antiguo                | Inglés antiguo                | Inglés antiguo                 | Neerlandés antiguo          | Nórdico antiguo occidental | Nórdico antiguo occidental | Nórdico antiguo occidental | Nórdico antiguo occidental | Nórdico antiguo oriental | Nórdico antiguo oriental | Nórdico antiguo oriental | Nórdico antiguo oriental |  |  |
| Edad Media 1100–1350                                   |                            |                            | Alto alemán medio             | Alto alemán medio             | Bajo alemán medio          | Frisio antiguo        | Inglés medio temprano         | Inglés medio temprano         | Inglés medio temprano          | Neerlandés medio            | Islandés antiguo           | Noruego antiguo            | Noruego antiguo            | Noruego antiguo            | Danés antiguo temprano   | Sueco antiguo temprano   | Sueco antiguo temprano   | Gútnico antiguo temprano |  |  |
| Baja Edad Media 1350–1500                              |                            |                            | Alto alemán moderno           | Alto alemán moderno           | Bajo alemán medio          | Frisio antiguo        | Inglés medio tardío           | Inglés medio tardío           | Escocés temprano               | Neerlandés medio            | Islandés antiguo tardío    | Feroés antiguo             | Norn antiguo               | Noruego medio              | Danés antiguo tardío     | Sueco antiguo tardío     | Sueco antiguo tardío     | Gútnico antiguo tardío   |  |  |
| Edad Moderna temprana 1500–1700                        | Gótico de Crimea           | Gótico de Crimea           | Alto alemán moderno           | Alto alemán moderno           | Bajo alemán medio          | Frisio medio          | Inglés moderno temprano       | Inglés moderno temprano       | Escocés medio                  | Neerlandés moderno temprano | Islandés                   | Feroés                     | Norn                       | Noruego                    | Danés                    | Sueco                    | Dalecarliano             | Gútnico                  |  |  |
| Edad Moderna 1700 -                                    | Extinto                    | Extinto                    | Variedades del alto alemán    | Variedades del alto alemán    | Variedades del bajo alemán | Variedades del Frisón | Variedades del inglés moderno | Variedades del inglés moderno | Variedades del escocés moderno | Variedades del neerlandés   | Islandés                   | Feroés                     | extinto                    | Noruego                    | Danés                    | Sueco                    | Dalecarliano             | extinto                  |  |  |

1. ↑  Hay opiniones contradictorias sobre la clasificación del lombardo. Contrariamente a su posición señalada en el cuadro anterior, también ha sido clasificada como cercano al alto alemán o al sajón antiguo.
2. ↑  El antiguo noruego continental existió a lo largo de un continuum dialectal entre el antiguo nórdico occidental y oriental.
3. ↑  La Baja Edad Media se refiere al periodo posterior a la peste negra. En las circunstancias lingüísticas de Noruega este acontecimiento es especialmente importante.
4. ↑  Proveniente del inglés medio temprano del norte.(Aitken, A. J. and McArthur, T. Eds. (1979) Languages of Scotland. Edinburgh,Chambers. p. 87). McClure dice «antiguo inglés de Northumbria» (McClure (1991) en: The Cambridge History of the English Language Vol. 5. p. 23). En el Oxford Companion to the English Language (p. 894) las fuentes del escocés están descritas como «el antiguo inglés del Reino de Bernicia» ("the Old English of the Kingdom of Bernicia") y como «el inglés con influencia escandinava de los inmigrantes del norte y tierras medias de Inglaterra en los siglos XII a XIII [...].» ("the Scandinavian-influenced English of immigrants from Northern and Midland England in the 12-13c [...]" ). Las etapas históricas escocés temprano —medio—modern se usan, por ejemplo, en el Concise Scots Dictionary.
5. ↑  Los hablantes de norn fueron asimilados por las hablantes de las variedades de escocés.
6. ↑  El gútnico es hoy en día prácticamente un dialecto del sueco.

## Características lingüísticas
La principal evidencia de la relación de las lenguas germánicas es el vocabulario común heredado del proto-germánico. En general las lenguas germánicas modernas muestran una pérdida de formas distintivas tanto en la flexión del nombre como del verbo. Las dos lenguas germánicas más populares, el inglés y el alemán, han desarrollado una cantidad importante de formas perifrásticas y analíticas en el verbo, frente a las formas sintéticas existentes en los estadios más antiguos de estas lenguas: el anglosajón y el antiguo alto alemán.

### Fonología
El grupo germánico surgió por evolución de algunos dialectos indoeuropeos hablados en Europa. Esos dialectos inicialmente bastante homogéneos experimentaron diversos cambios lingüísticos que finalmente llevaron a la formación de los diversos grupos de lenguas: germánico, báltico, eslavo, celta e itálico. El grupo germánico se caracteriza por una serie de cambios fonéticos:
1. El acento de la palabra pasa a fijarse en la primera sílaba del radical. Las palabras de origen germánico tienen siempre un acento fijo independientemente de lo que se les añada.
2. Aparición de las consonantes fricativas, hasta entonces desconocidas en el indoeuropeo. (Primera mutación consonántica o Ley de Grimm).
3. Desarrollo de una vocal de apoyo para las sonantes líquidas y nasales del indoeuropeo: r, l, n, m > ur, ul, un, um.
4. ă y ŏ (vocales cortas) pasan en germánico a ă, mientras ā y ō (vocales largas) pasan a ō.
5. Modificación o pérdida de consonantes y vocales en posición final de palabra (leyes de posición final).
6. Sistematización de los fenómenos de apofonía (ablaut) en la conjugación verbal, con lo cual se distinguen dos tipos distintos de conjugación: la débil (que usa un sufijo dental) y la fuerte (que usa ablaut o cambio vocálico). El inglés tiene 161 verbos fuertes; todos ellos de origen germánico.
7. Sincretismo de casos en la declinación nominal y pronominal.
8. Desarrollo de la declinación en –n para los sustantivos (declinación débil del nombre).
9. Creación de una declinación débil para el adjetivo claramente diferenciada de la declinación fuerte o pronominal. En el germánico común y en algunas lenguas germánicas actuales el adjetivo se declina de diferente modo si va precedido de artículo o de otros determinantes.
10. Pérdida de varias categorías formales del verbo en el plano de tiempos y modos.
11. Creación de un pretérito débil.
12. Una serie de palabras cuya etimología es difícil de relacionar con otras familias indoeuropeas, pero que se presentan con ligeras variaciones en casi todas las lenguas germánicas.

### Morfología
Históricamente las lenguas germánicas siempre se han caracterizado por presentar las categorías de: género gramatical, caso gramatical en el nombre y además de una flexión verbal compleja. Sin embargo, la lengua germánica más extendida actualmente, el inglés, presenta importantes reducciones del sistema flexivo y de género existentes en inglés antiguo. En inglés moderno las distinciones de género solo afectan al sistema pronominal que retiene los tres géneros del indoeuropeo (masculino, femenino y neutro). El germánico nórdico es el que ha retenido en mayor medida el sistema flexivo heredado del antiguo germánico, en particular el islandés es conservador en ese aspecto. El alemán y el neerlandés, presentan tipológicamente un punto intermedio entre el carácter altamente analítico del inglés y el carácter más fusionante del germánico nórdico.
Los estadios más antiguos testimoniados de todas las ramas de las lenguas germánicas muestran flexión nominal. Para el proto-germánico se reconstruyen hasta cinco casos diferentes en el singular y cuatro casos en el plural. La reducción de casos en los estadios posteriores es más evidente en las lenguas germánicas occidentales, aunque todas las lenguas germánicas fueron reduciendo su morfología nominal pasando de formas más sintéticas a formas más analíticas. El siguiente cuadro compara la flexión de *wulf- 'lobo' en cinco lenguas germánicas antiguas:
|              | Germánico occidental | Germánico occidental  | Germánico occidental   | Germánico septentrional | Germánico oriental |
| singular     | Anglosajón (GMN)     | Antiguo sajón (G Elb) | Alto alemán ant. (GRW) | Antiguo islandés (GN)   | Gótico (G Est)     |
| ------------ | -------------------- | --------------------- | ---------------------- | ----------------------- | ------------------ |
| Nominativo   | wulf                 | wulf                  | wolf                   | ulfr                    | wulfs              |
| Acusativo    | wulf                 | wulf                  | wolf                   | ulf                     | wulf               |
| Genitivo     | wulfes               | wulbes                | wolfes                 | ulfs                    | wulfis             |
| Dativo       | wulfe                | wulbe                 | wolfe                  | ulfi                    | wulfa              |
| Instrumental | wulfe                | wulbu                 | wolfu                  | ____                    | ____               |
| plural       |                      |                       |                        |                         |                    |
| Nominativo   | wulfas               | wulbos                | wolfā                  | ulfar                   | wulfos             |
| Acusativo    | wulfas               | wulbos                | wolfā                  | ulfa                    | wulfans            |
| Genitivo     | wulfa                | wulbo                 | wolfo                  | ulfa                    | wulfē              |
| Dat.-Instr.  | wulfum               | wulbum                | wolfum                 | ulfom                   | wulfam             |

## Historia

### Introducción
El subgrupo de las lenguas germánicas es uno de los que conforma la familia indoeuropea. Estas lenguas se han dividido tradicionalmente en dos grandes grupos, tomando como base el tratamiento de las oclusivas palatales y las labiovelares de la lengua común (protoindoeuropeo): los sonidos palatales del protoindoeuropeo, [K] solo se conservan en las lenguas kentum (del latín centum), mientras en las lenguas satem este sonido pasó a ser sibilante (avéstico: satəm). De la misma manera, en las lenguas satem las labiovelares se reducen al sonido k mientras en las kentum se conserva el elemento labial junto al gutural que tiende a vocalizarse. El germánico, junto al tocario, hitita, griego, itálico, celta y el ilirio se engloba dentro de las lenguas kentum. Esta diferencia es exclusivamente fonética y no hay aparentemente más rasgos comunes relevantes, sin embargo permite establecer dos grandes áreas geográficas claramente delimitadas en las que las lenguas de una de las dos ramas tienen más rasgos comunes con sus lenguas "hermanas" que con las de la otra familia, de lo que se deduce que estas lenguas tienen una fase de desarrollo común entre ellas en contraposición con las de la otra familia. Esto, que se puede afirmar de las lenguas satem (ide. oriental), no se puede atestiguar en las kentum (ide. occidental), no parece haber una fase de desarrollo común en las lenguas anteriormente citadas, aunque sí puede apreciarse un origen común y constantes coincidencias léxicas, pe. gótico þiuda, a. nórdico þjōđ ags. Þēod, a. nórdico thioda, diot(a) <<pueblo, gente>>

### El protogermánico
El germánico no se presenta como una estructura lingüística uniforme. Aunque su diferenciación respecto al resto de las lenguas de la familia ide es inequívoca, no existen registros, por lo que no se puede estudiar como una lengua atestiguada como ocurre con el latín o el griego. Esto significa que el germánico (en adelante protogermánico) es una lengua reconstruida a través de los diferentes grupos dialécticos en los cuales se dividió: germánico occidental, germánico oriental y germánico septentrional. Estas tres familias a su vez se dividen en otros tantos idiomas, y es de estos de los que por primera vez tenemos registros escritos, por lo que sirven de punto de partida en el análisis de la lingüística germánica.
Del análisis de estas lenguas obtenemos las características principales de las lenguas germánicas, aquellas que las diferencias del resto de la familia indoeuropea. (Véase sección características lingüísticas)

### Influencia preindoeuropea
John A. Hawkins señala que más de un tercio del léxico patrimonial del germánico es de origen preindoeuropeo y que la causa probable sea un substrato pre-germánico. De acuerdo con Hawkins, los términos preindoeuropeos parecen dominar ciertos campos semánticos —los términos relacionados con la navegación, la agricultura, la construcción y la arquitectura tradicional, la guerra y las armas, los nombres de animales terrestres y peces, así como los nombres de instituciones sociales y comunales—. Algunos ejemplos procedentes del inglés que da Hawkins son los siguientes:
| Navegación                              | Guerra/Armas | Animales/Peces                | Comunales                                      | Otros                                 |
| --------------------------------------- | ------------ | ----------------------------- | ---------------------------------------------- | ------------------------------------- |
| sea strand ebb steer sail keel oar mast | bow          | carp eel calf lamb bear stork | king knight house wife bride groom earth thing | drink leap bone hand sick evil little |

## Comparación léxica
Los numerales de las diferentes lenguas proto-germánicas son:
| GLOSA | PROTO- NÓRDICO | Occidental            | Occidental            | Occidental         | Gótico | PROTO- GERMÁNICO |
| GLOSA | PROTO- NÓRDICO | PROTO-ALTO- GERMÁNICO | PROTO-BAJO- GERMÁNICO | PROTO- ANGLOFRISIO | Gótico | PROTO- GERMÁNICO |
| ----- | -------------- | --------------------- | --------------------- | ------------------ | ------ | ---------------- |
| '1'   | *einn          | *eins                 | *ein-                 | *ān                | ains   | *ainaz           |
| '2'   | *twei(z)       | *ʦvei                 | *twei                 | *twā~*twai         | twai   | *twai            |
| '3'   | *þreiz         | *drei~*drī            | *þrije                | *þrī               | þreis  | *þrejiz          |
| '4'   | *fjōrir        | *fior                 | *fiower               | *fiower            | fidwor | *fiþwor          |
| '5'   | *fimm          | *fymf                 | *fīf                  | *fīf               | fimf   | *fimf            |
| '6'   | *seks          | *sehs                 | *sehs                 | *sēks              | sêhs   | *sehs            |
| '7'   | *sjū-          | *sibun                | *siƀun                | *seoven            | sibun  | *sibun           |
| '8'   | *ātta          | *aht                  | *ahto                 | *ōht               | ahtô   | *ahtō            |
| '9'   | *nīu           | *niun                 | *niɣun                | *niɣun             | niun   | *niwun           |
| '10'  | *tīu           | *ʦehan                | *tehan                | *tjen~tēn          | têhun  | *tehun           |
A continuación se examina una lista más larga de formas léxicas no limitada a numerales. Con el paso del tiempo, algunos de los términos de esta tabla han sufrido cierta modificación en su significado original. Por ejemplo, la palabra alemana Sterben y otras que significan «morir» son cognados de la palabra inglesa starve, que significa «morir de hambre». También hay al menos un ejemplo de un préstamo cuyo origen no es germánico (ounce y sus cognados del latín).
| PROTO- GERMÁNICO | Inglés         | Frisón occ. | Afrikáans | Danés  | Neerlandés | Feroés      | Alemán      | Gótico  | Islandés | Limburgués(Weert) | Escocés | Sueco     | Noruego     | Yidis                   |
| ---------------- | -------------- | ----------- | --------- | ------ | ---------- | ----------- | ----------- | ------- | -------- | ----------------- | ------- | --------- | ----------- | ----------------------- |
| *aplu            | apple          | appel       | appel     | æble   | appel      | súrepli     | Apfel       | aplus   | epli     | appel             | aiple   | äpple     | eple        | epl (עפּל)               |
| *burðan          | board          | bord        | bord      | bræt   | bord       | borð        | Brett       | baúrd   | borð     | bord              | buird   | bord      | bord        | ברעט (bret)             |
| *bōk             | book           | boek        | boek      | bog    | boek       | bók         | Buch        | bóka    | bók      | book              | beuk    | bok       | bok         | buḫ (בוך)               |
| *brāter          | brother        | broer       | broer     | bror   | broer      | brodir      | Bruder      | brater  | bróðir   | broor             | brother | bror      | bror        | bruder (ברודער)         |
| *breustan        | breast         | boart       | bors      | bryst  | borst      | bróst       | brust       | brusts  | brjóst   | borst             | breest  | bröst     | bryst       | brust (ברוסט)           |
| *brūnyz          | brown          | brún        | bruin     | brun   | bruin      | brúnt       | braun       | bruns   | brúnn    | broên             | broun   | brun      | brun        | broyn (ברױן)            |
| *daɣaz           | day            | dei         | day       | dag    | dag        | dagur       | Tag         | dags    | dagur    | daag              | day     | dag       | dag         | tog (טאָג)               |
| *dawjana         | die            | stjerre     | sterf     | dø     | sterven    | doyggja     | sterben     | diwan   | deyja    | stêrve            | dee     | dö        | døy         | Štarbn (שטאַרבן)         |
| *ɣanōgaz         | enough         | genôch      | genoeg    | nok    | genoeg     | nóg         | genug       | ga-nóhs | nóg      | genóg(t)          | eneuch  | nog       | nok         | genug (גענוג)           |
| *faðer           | father[nota 1] | heit        | vader     | fader  | vader      | faðir       | Vater       | atta    | faðir    | vader / pap       | fader   | fader     | fader       | vater                   |
| *ɣaβ             | give           | jaan        | gee       | give   | geven      | geva        | geben       | giban   | gefa     | gaeve             | gie     | giva/ge   | gi, gje     | gebn (געבן)             |
| *ɣlásan          | glass          | glês        | glas      | glas   | glas       | glas        | Glas        |         | gler     | glaas             | gless   | glas      | glass       | gloz (גלאָז)             |
| *ɣulθ            | gold           | gould       | goud      | guld   | goud       | gull        | Gold        | gulþ    | gull     | goud              | gowd    | guld      | gull        | gold (גאָלד)             |
| *handuz          | hand           | hân         | hand      | hånd   | hand       | hond        | Hand        | handus  | hönd     | hând              | haund   | hand      | hand        | hant (האַנט)             |
| *haubhaðan       | head           | holle       | kop       | hoved  | hoofd/kop  | høvd/høvur  | Haupt/Kopf  | háubiþ  | höfuð    | kop               | heid    | huvud     | hovud       | kop (קאָפּ)               |
| *helpō           | help           | help        | hulp      | hjælp  | helpen     | hjelp       | Hilfe       |         | hjálp    | hêlpe             | help    | hjälp     | hjelp       | hilf (הילף)             |
| *hauhaz          | high           | heech       | hoog      | høj    | hoog       | høg/ur      | hoch        | háuh    | hár      | hoeëg             | heich   | hög       | høy         | hoyḫ (הױך)              |
| *haim            | home           | thuis       | heim      | hjem   | thuis      | heim        | Heim        | háimóþ  | heim     | heîm/thoês        | hame    | hem       | heim        | heym (הײם)              |
| *hrōk-           | hook           | heak        | haak      | krog   | haak       | haken       | haken       |         | krókur   | haok              | heuk    | hake/krok | krok        |                         |
| *hūsan           | house          | hús         | huis      | hus    | huis       | hús         | Haus        | hús     | hús      | hoês              | hoose   | hus       | hus         | hoyz (הױז)              |
| *managaz         | many           | many        | menige    | mange  | menig      | nógv        | manch, viel | manags  | margir   | mennige           | mony    | många     | mange       | a sakh, fil (אַ סך, פֿיל) |
| *mǣnōn           | moon           | moane       | maan      | måne   | maan       | máni        | Mond        | ména    | tungl    | maon              | muin    | måne      | måne        | levone (לבֿנה)           |
| *naht            | night          | nacht       | nag       | nat    | nacht      | nátt        | Nacht       | nahts   | nótt     | nacht             | nicht   | natt      | natt        | naḫt (נאַכט)             |
| *ne              | no             | nee         | nee       | nej    | nee        | nei         | nein/nö     | né      | nei      | neî(n)            | nae     | nej       | nei         | neyn (נײן)              |
| *ald             | old            | Âld         | oud       | gammel | oud        | gamal/gomul | alt         | sineigs | gamall   | aod               | auld    | gammal    | gammal      | alt (אַלט)               |
| *ainaz           | one            | ien         | een       | en     | een        | ein         | eins        | Áins    | einn     | ein               | ane     | en/ett    | ein/ei/eitt | eyn (אײן)               |
|                  | ounce          | ounce       | ons       | unse   | ons        |             | unze        |         | Únsa     | os                | unce    | uns       | unse        |                         |
| *sunuz           | son            | soan        | seun      | søn    | zoon       | sonur       | Aohn        | sonor   | sonur    | zoeën             | san     | son       | sønn        | zun (זון)               |
| *snaiwaz         | snow           | snie        | sneeu     | sne    | sneeuw     | kavi        | Schnee      | snáiws  | snjór    | snieë             | snaw    | snö       | snø         | Šney (שנײ)              |
| *stainaz         | stone          | stien       | steen     | sten   | steen      | steinur     | Stein       | stáins  | steinn   | stein             | stane   | sten      | stein       | Šteyn (שטײן)            |
| *θat             | that           | dat         | dat       | det    | dat        | hatta       | das         | Þata    | Þetta    | det               | that    | det       | det         | dos (דאָס)               |
| *twai            | two            | twa         | twee      | to     | twee       | tveir       | zwei/zwo    | twái    | tveir    | twieë             | twa     | två       | to          | tsvey (צװײ)             |
| *hwaz-           | who            | wa          | wie       | hvem   | wie        | hvør        | wer         | has     | hver     | weem              | wha     | vem       | kven        | ver (װער)               |
| *wurmiz          | worm           | wjirm       | wurm      | orm    | worm       | ormur       | Wurm        | maþa    | ormur    | wörm              | wirm    | mask, orm | orm         | vorem (װאָרעם)           |
1. ↑  en inglés antiguo, fœder; en islandés antiguo, faþer; en frisón, heit.